# Papierknöpfchen
Das Papierknöpfchen oder die Sandimmortelle (Ammobium alatum) ist eine Pflanzenart aus der Familie der Korbblütler (Asteraceae).

## Merkmale
Das Papierknöpfchen wächst in seiner Heimat als ausdauernde krautige Pflanze. In Mitteleuropa wird es jedoch als einjährige Sommerblume kultiviert. Die Art erreicht Wuchshöhen von etwa 50 cm. Sie bildet eine Rosette mit gebuchteten Grundblättern. Zur Blütezeit wird ein mehrfach verzweigter, geflügelter Stängel ausgebildet. Die endständig sitzenden gelblichen Röhrenblüten werden bald schwarz und sind von einem Kranz weißer, papierartiger Hüllblätter umgeben.
Die Blütezeit ist von Juli bis September.
Die Chromosomenzahl beträgt 2n = 26.

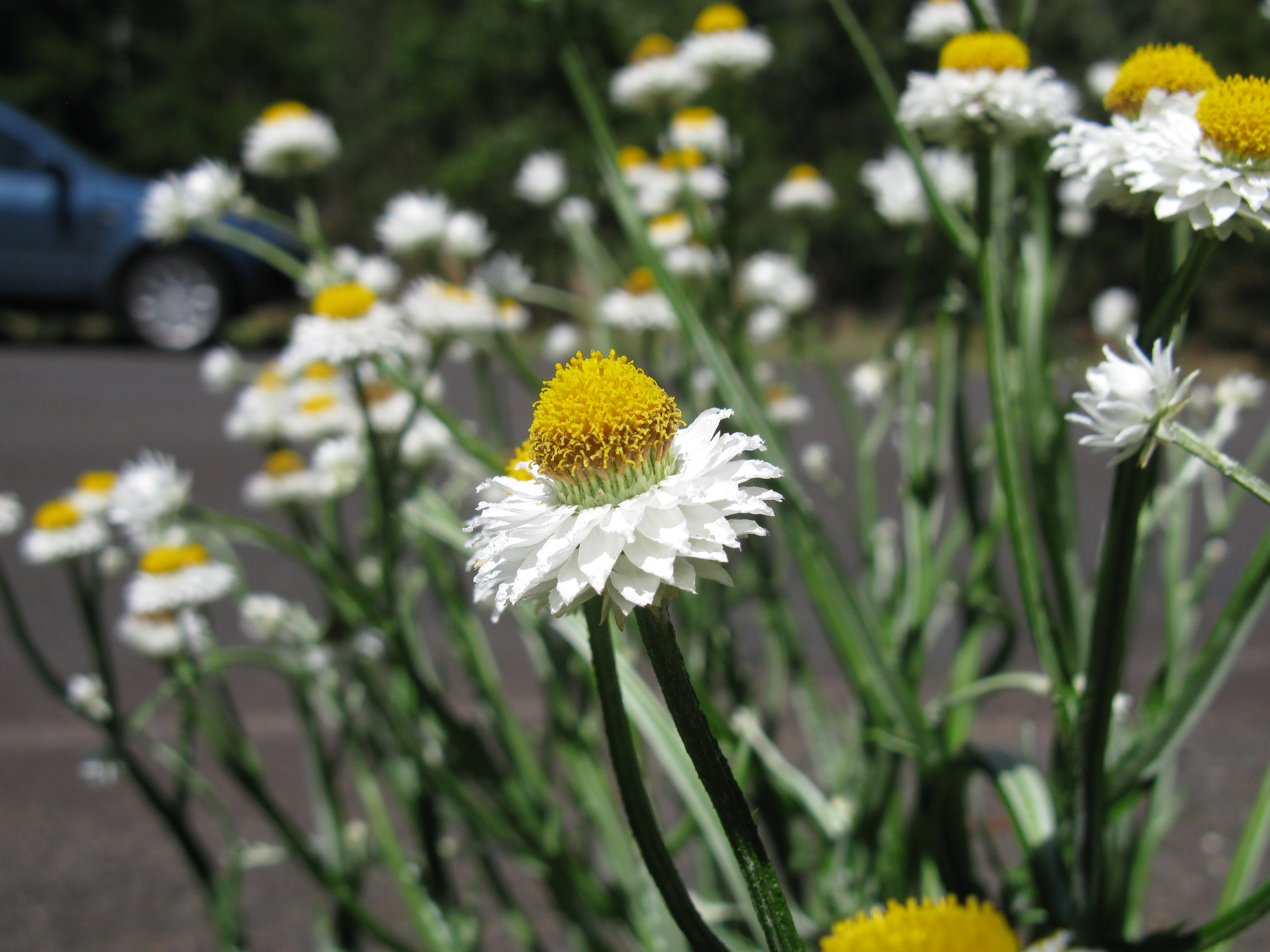
Papierknöpfchen (Ammobium alatum)

## Vorkommen
Das Papierknöpfchen ist in New South Wales (Australien) beheimatet.

## Nutzung
Die Pflanze wurde 1822 als Trockenblume nach England und kurze Zeit später auch nach Deutschland eingeführt. Der niedersorbische Volksname jeleńecy rog (bedeutet Hirschgeweih) bezieht sich auf die verzweigten Blütenstängel und ist auf diese Pflanze zurückzuführen.